# Acentroscelus nigrianus
Acentroscelus nigrianus är en spindelart som beskrevs av Cândido Firmino de Mello-Leitão 1929. 
Acentroscelus nigrianus ingår i släktet Acentroscelus och familjen krabbspindlar. Inga underarter finns listade i Catalogue of Life.